# 帕莱斯蒂纳 (阿拉戈斯)
帕萊斯蒂納是巴西阿拉戈斯州的一个市镇。总面积48.88平方公里，总人口4878人，人口密度99.8人/平方公里。